# Cryptembia rondonia
Cryptembia rondonia is een insectensoort uit de familie Anisembiidae, die tot de orde webspinners (Embioptera) behoort. De soort komt voor in Brazilië.
Cryptembia rondonia is voor het eerst wetenschappelijk beschreven door Ross in 2003.